# اپسیلون سنگتراش
اپسیلون سنگتراش یک ستاره است که در صورت فلکی سنگتراش قرار دارد.